# Polissoirs du Bois de Val Salmon
Les polissoirs du Bois de Val Salmon sont un ensemble de treize polissoirs situés à Souzy-la-Briche, dans le département de l'Essonne en France.

## Description
En 1918, six polissoirs sont signalés. En 1991, R. Masson après avoir mené une prospection systématique du site identifie et décrit treize polissoirs dans le Bois de Val Salmon. Les polissoirs sont situés à proximité immédiate des polissoirs du Bois de la Guigneraie et du polissoir du Bois de la Charmille.

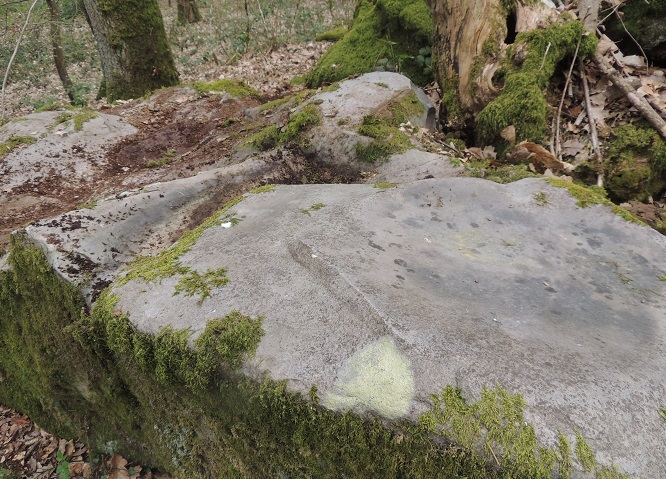
Polissoir n°3.
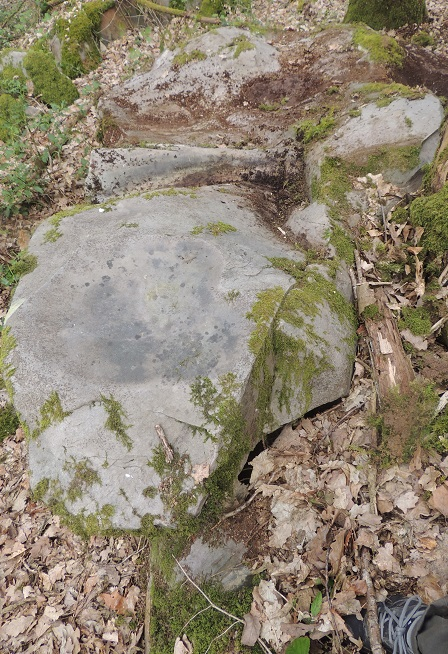
Polissoir n°3.

| Polissoir                            | Situation                                                                          | Caractéristiques |
| ------------------------------------ | ---------------------------------------------------------------------------------- | --- |
| no 1                                 | Rocher isolé en forme de siège                                                     | Bassin naturel, plusieurs surfaces polies |
| no 2                                 | Rocher plat.                                                                       | Bassins, 3 surfaces polies, 1 cuvette |
| no 3                                 | Rocher partiellement débité                                                        | 1 belle cuvette |
| no 4                                 | Rocher émergeant à 1,50 m du sol                                                   | 1 belle surface polie de 50 cm de diamètre divisée en 2 concavités profondes de 4 cm, 1 autre surface polie, 1 cuvette, 1 surface polie partiellement détruite |
| no 5                                 | Rocher incliné                                                                     | 1 rainure de 21 cm, 1 cuvette ovalaire, 1 surface polie, 1 rainure de 47 cm, deux rainures de 28 cm et 57 cm                                                   |
| no 6                                 |                                                                                    | Surface polie mutilée par les carriers |
| no 7                                 | Rocher avec bassin                                                                 | Surface polie mutilée par les carriers |
| no 8                                 |                                                                                    | Surface polie avec 2 concavités et 2 rainures peu profondes |
| no 9                                 |                                                                                    | Surface polie de 40 cm de diamètre mutilée par les carriers |
| no 10                                | Situé à 8 m des polissoirs du Bois de la Guigneraie                                | 3 cuvettes polies peu profondes |
| no 11                                | Dalle inclinée à 30°,15 m au nord du polissoir du Bois de la Charmille             | Surface polie de 25 cm sur 10 cm |
| no 12                                | Dalle inclinée à environ 3,50 m au nord-ouest du polissoir du Bois de la Charmille | Surface polie de 22 cm sur 13 cm |
| no 13                                | Déplacé dans une propriété privée à Saint-Chéron                                   | |
| Source : Les mégalithes de l'Essonne |                                                                                    | |

- Polissoir n°3.
- Polissoir n°3.